# Open Database License

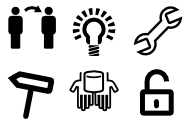
ikony shrnující ODbL:
Můžete svobodně: sdílet, vytvářet, Adaptovat;
za podmínky: uvedení autora, sdílení dál, pokračování v otevřenosti.

Open Database License (ODbL) je copyleftová ("Share Alike") licence která umožňuje uživatelům svobodně sdílet, upravovat a používat  databázi za podmínky poskytnutí stejné svobody ostatním uživatelům.
ODbL zveřejňuje Open Data Commons, která je součástí Open Knowledge Foundation.

## Významná použití
Projekt OpenStreetMap (OSM) dokončil přechod od Creative Commons na ODbL v září 2012 ve snaze získat větší právní jistotu a licenci určenou specificky pro databáze nejen obecně pro tvůrčí díla.
Mezi další projekt používající ODbL patří OpenCorporates, Open Food Facts, a Paris OpenData.